# Ormond Stone
Ormond Stone (Pekin (Illinois), 11 de janeiro de 1847 — Centreville (Virgínia), 17 de janeiro de 1933) foi um astrônomo, matemático e educador estadunidense, formado pela Universidade de Chicago em 1870. Foi diretor do Observatório McCormick e do Observatório de Cincinnati, além de editor do Annals of Mathematics.
Durante seu trabalho no Observatório de Cincinnati em meados de 1885, realizou a observação de diversas nebulosas, estrelas duplas e estrelas variáveis.